# Потери самолётов США над Северным Вьетнамом (июль—август 1966)
В данном списке перечислены американские самолёты, потерянные при выполнении боевых заданий над Северным Вьетнамом в ходе Вьетнамской войны в период с июля по август 1966 года. Приведены только потери, удовлетворяющие следующим условиям:
- потеря является безвозвратной, то есть самолёт уничтожен или списан из-за полученных повреждений;
- потеря понесена по боевым или небоевым причинам в регионе Юго-Восточной Азии (включая Северный Вьетнам, Южный Вьетнам, Лаос, Камбоджу, Таиланд, Японию, Китай) и связана с боевыми операциями против Северного Вьетнама (Демократической Республики Вьетнам);
- потерянный самолёт состоял на вооружении Военно-воздушных сил, Военно-морских сил, Корпуса морской пехоты или Армии Соединённых Штатов Америки;
- потеря произошла в период между 1 июля и 31 августа 1966 года.

Список составлен на основе открытых источников. Приведённая в нём информация может быть неполной или неточной, а также может не соответствовать официальным данным министерств обороны США и СРВ. Тем не менее, в нём перечислены почти все самолёты, члены экипажей которых погибли или попали в плен. Неполнота связана в основном с теми самолётами, члены экипажей которых были эвакуированы поисково-спасательными службами США, а также с самолётами, потерянными вне пределов Северного Вьетнама (в этом случае не всегда возможно определить, была ли потеря связана с операциями именно против этой страны).
Список не затрагивает потери американской авиации, понесённые в операциях против целей на территории Южного Вьетнама, Лаоса и Камбоджи. Список составлялся без использования данных монографии Кристофера Хобсона «Vietnam Air Losses».

## Краткая характеристика периода
В июле—августе 1966 года американская авиация продолжала бомбардировки Северного Вьетнама в рамках операции Rolling Thunder. После первых успешных налётов на нефтехранилища вьетнамская сторона начала рассредотачивать горюче-смазочные материалы по территории всей страны, в то время как американская авиация продолжала наносить удары по местам их хранения. Бомбардировкам подвергалась почти вся территория Северного Вьетнама, за исключением запретных зон в районе Ханоя, Хайфона и вдоль китайской границы. Истребительная авиация Северного Вьетнама продолжала выполнять вылеты на перехват самолётов противника.

## Потери

### Июль
- 1 июля 1966 — A-4E «Скайхок» (номер 150017, 155-я штурмовая эскадрилья ВМС США). Сбит зенитным огнём. Пилот погиб.
- 1 июля 1966 — F-105D «Тандерчиф» (сер. номер 62-4354, 13-я тактическая истребительная эскадрилья ВВС США). Сбит зенитным огнём. Пилот попал в плен.
- 1 июля 1966 — F-105D «Тандерчиф» (сер. номер 59-1722, 354-я тактическая истребительная эскадрилья ВВС США). Подбит зенитным огнём и упал в Тонкинский залив. Пилот спасён.
- 1 июля 1966 — A-1E «Скайрейдер» (ВВС США). Обстоятельства потери неизвестны. Пилот погиб.
- 4 июля 1966 — A-4E «Скайхок» (номер 151026, 155-я штурмовая эскадрилья ВМС США). Сбит зенитным огнём. Пилот спасён.
- 4 июля 1966 — A-4C «Скайхок» (номер 149616, 216-я штурмовая эскадрилья ВМС США). Сбит, подробности потери неизвестны. Пилот спасён.
- 6 июля 1966 — RF-101C «Вуду» (сер. номер 56-0051, 20-я тактическая разведывательная эскадрилья ВВС США). Причины потери неизвестны. Пилот попал в плен.
- 6 июля 1966 — F-105F «Уайлд Уизл» II (сер. номер 63-8286, 13-я тактическая истребительная эскадрилья ВВС США). Сбит зенитным огнём в районе Тэйнгуен. Оба члена экипажа погибли.
- 6 июля 1966 — F-105D «Тандерчиф» (сер. номер 62-4254, ВВС США). Подбит зенитным огнём севернее Донгхой и упал в Тонкинский залив. Пилот спасён.
- 7 июля 1966 — F-105D «Тандерчиф» (сер. номер 59-1741, 354-я тактическая истребительная эскадрилья ВВС США). Сбит зенитным огнём северо-западнее Йен-Бай. Пилот попал в плен.
- 7 июля 1966 — A-4C «Скайхок» (номер 148456, 216-я штурмовая эскадрилья ВМС США). Сбит зенитным огнём. Пилот спасён.
- 8 июля 1966 — F-105D «Тандерчиф» (сер. номер 61-0158, 333-я тактическая истребительная эскадрилья ВВС США). Сбит зенитным огнём в районе Тэйнгуен. Пилот попал в плен.
- 8 июля 1966 — A-4C «Скайхок» (номер 149494, 216-я штурмовая эскадрилья ВМС США). Загорелся после взлёта с авианосца в результате инцидента с бомбовой нагрузкой, упал в Тонкинский залив. Пилот спасён.
- 10 июля 1966 — F-4C «Фантом» II (сер. номер 63-7546, 480-я тактическая истребительная эскадрилья ВВС США). Подбит зенитным огнём севернее демилитаризованной зоны, упал в Тонкинский залив. Оба члена экипажа спасены.
- 10 (11?) июля 1966 — A-4C «Скайхок» (номер 147732, 153-я штурмовая эскадрилья ВМС США). Столкнулся с землёй по неизвестной причине севернее Винь; возможно, сбит. Пилот погиб.
- 11 июля 1966 — F-105D «Тандерчиф» (сер. номер 62-4282, 354-я тактическая истребительная эскадрилья ВВС США). Сбит зенитным огнём. Пилот попал в плен.
- 11 июля 1966 — F-105D «Тандерчиф» (сер. номер 61-0112, 355-я тактическая истребительная эскадрилья ВВС США). Подбит зенитным огнём севернее Кеп, упал на территории Лаоса. Пилот спасён.
- 11 июля 1966 — F-105D «Тандерчиф» (сер. номер 61-0121, 355-я тактическая истребительная эскадрилья ВВС США). Упал на территории Лаоса в результате полного израсходования топлива. Пилот спасён.
- 12 июля 1966 — F-8E «Крусейдер» (номер 150902, 162-я истребительная эскадрилья ВМС США). Сбит огнём ручного стрелкового оружия северо-восточнее Хайфона. Пилот спасён.
- 14 июля 1966 — F-8E «Крусейдер» (номер 150908, 162-я истребительная эскадрилья ВМС США). Сбит истребителем МиГ-17. Пилот спасён.
- 15 июля 1966 — A-4E «Скайхок» (номер 151024, 55-я штурмовая эскадрилья ВМС США). Сбит южнее Ханоя. Пилот попал в плен, где умер.
- 15 июля 1966 — F-105D «Тандерчиф» (сер. номер 59-1761, ВВС США). Подбит зенитным огнём в районе Камфа и упал в Тонкинский залив. Пилот спасён.
- 17 июля 1966 — F-105D «Тандерчиф» (сер. номер 58-1165, ВВС США). Сбит зенитным огнём в районе Донгхой. Пилот спасён.
- 17 июля 1966 — F-4C «Фантом» II (сер. номер 63-7690, 390-я тактическая истребительная эскадрилья ВВС США). Подбит зенитным огнём в районе Виньлинь, упал в Тонкинский залив. Оба члена экипажа спасены.
- 19 июля 1966 — F-105D «Тандерчиф» (сер. номер 60-5382, 354-я тактическая истребительная эскадрилья ВВС США). Подбит зенитным огнём и упал на территории Таиланда. Пилот спасён.
- 19 июля 1966 — F-105D «Тандерчиф» (сер. номер 59-1755, 354-я тактическая истребительная эскадрилья ВВС США). Сбит истребителем МиГ-17 в районе Ной-Бай. Пилот погиб.
- 19 июля 1966 — F-8E «Крусейдер» (ВМС США). Сбит ЗРК. Пилот попал в плен, где умер.
- 20 июля 1966 — EB-66C «Дестройер» (сер. номер 54-0464, 41-я тактическая разведывательная эскадрилья ВВС США). Сбит ЗРК в районе Туйен-Куанг. Из состава экипажа 5 человек попали в плен, 1 погиб.
- 20 июля 1966 — F-105D «Тандерчиф» (сер. номер 61-0116, ВВС США). Сбит зенитным огнём юго-западнее Ханоя. Пилот погиб.
- 20 июля 1966 — F-105D «Тандерчиф» (сер. номер 62-4308, 34-я тактическая истребительная эскадрилья ВВС США). Сбит зенитным огнём в районе Ву-Чуа. Пилот погиб.
- 21 июля 1966 — F-105D «Тандерчиф» (сер. номер 62-4227, ВВС США). Сбит зенитным огнём севернее Йен-Бай. Пилот погиб.
- 23 июля 1966 — F-105F «Уайлд Уизл» II (сер. номер 63-8338, 354-я тактическая истребительная эскадрилья ВВС США). Сбит ЗРК севернее Хоалак. По американским данным, оба члена экипажа умерли в плену.
- 24 июля 1966 — A-4E «Скайхок» (номер 150040, 55-я штурмовая эскадрилья ВМС США). Сбит зенитным огнём. Пилот спасён.
- 25 июля 1966 — F-105D «Тандерчиф» (сер. номер 62-4271, 469-я тактическая истребительная эскадрилья ВВС США). Подбит зенитным огнём в районе Тэйнгуен, разбился при посадке в Таиланде. Пилот выжил.
- 27 июля 1966 — F-105D «Тандерчиф» (сер. номер 61-0045, 421-я тактическая истребительная эскадрилья ВВС США). Подбит зенитным огнём северо-западнее Донгхой, упал в Тонкинский залив. Пилот спасён.
- 28 июля 1966 — A-4E «Скайхок» (номер 152077, 164-я штурмовая эскадрилья ВМС США). Сбит ЗРК в районе Винь. Пилот попал в плен.
- 29 июля 1966 — A-4E «Скайхок» (номер 152045, 155-я штурмовая эскадрилья ВМС США). Сбит зенитным огнём над провинцией Нге-Тинь. Пилот погиб.
- 29 июля 1966 — RC-47D «Скайтрэйн» (сер. номер 43-48388, ВВС США). Сбит истребителем МиГ-17. Все 8 членов экипажа погибли.
- 31 июля 1966 — RF-101C «Вуду» (сер. номер 56-0226, ВВС США). Сбит зенитным огнём. Пилот попал в плен.

### Август
- 1 августа 1966 — F-104C «Старфайтер» (сер. номер 57-0925, 435-я тактическая истребительная эскадрилья ВВС США). Предположительно сбит ЗРК. Пилот погиб.
- 1 августа 1966 — F-104C «Старфайтер» (сер. номер 56-0928, 435-я тактическая истребительная эскадрилья ВВС США). Сбит ЗРК. Пилот катапультировался и погиб при невыясненных обстоятельствах.
- 1 августа 1966 — F-105D «Тандерчиф» (сер. номер 62-4380, 13-я тактическая истребительная эскадрилья ВВС США). Сбит зенитным огнём севернее Ханоя. Пилот попал в плен.
- 4 августа 1966 — F-105D «Тандерчиф» (сер. номер 61-0119, 357-я тактическая истребительная эскадрилья ВВС США). Подбит зенитным огнём во время поисково-спасательной операции, упал на территории Лаоса или Таиланда. Пилот спасён.
- 6 августа 1966 — F-105D «Тандерчиф» (сер. номер 62-4315, 421-я тактическая истребительная эскадрилья ВВС США).Сбит зенитным огнём северо-западнее Хонгай. Пилот спасён.
- 7 августа 1966 — F-105D «Тандерчиф» (сер. номер 60-0499, 333-я тактическая истребительная эскадрилья ВВС США). Сбит ЗРК севернее Ханоя. Пилот попал в плен.
- 7 августа 1966 — F-105D «Тандерчиф» (сер. номер 62-4370, 357-я тактическая истребительная эскадрилья ВВС США). Сбит зенитным огнём над провинцией Тэйнгуен. Пилот попал в плен.
- 7 августа 1966 — F-105D «Тандерчиф» (сер. номер 61-0140, 333-я тактическая истребительная эскадрилья ВВС США). Сбит зенитным огнём восточнее Кеп. Пилот попал в плен.
- 7 августа 1966 — F-105F «Уайлд Уизл» II (сер. номер 63-8361, 354-я тактическая истребительная эскадрилья ВВС США). Сбит зенитным огнём севернее Ханоя. Оба члена экипажа попали в плен.
- 7 августа 1966 — F-105F «Уайлд Уизл» II (сер. номер 63-8358, 354-я тактическая истребительная эскадрилья ВВС США). Сбит ЗРК южнее Хонгай. Оба члена экипажа попали в плен.
- 8 августа 1966 — F-105D «Тандерчиф» (сер. номер 62-4327, 354-я тактическая истребительная эскадрилья ВВС США). Сбит зенитным огнём северо-западнее Йен-Бай. Пилот попал в плен.
- 8 августа 1966 — F-105D «Тандерчиф» (сер. номер 61-0119, 354-я тактическая истребительная эскадрилья ВВС США). Сбит зенитным огнём во время поисково-спасательной операции. Пилот попал в плен.
- 8 августа 1966 — F-105D «Тандерчиф» (сер. номер 61-0155, 421-я тактическая истребительная эскадрилья ВВС США). Сбит зенитным огнём северо-западнее Донгхой. Пилот спасён.
- 8 августа 1966 — F-4C «Фантом» II (сер. номер 63-7560, 555-я тактическая истребительная эскадрилья ВВС США). Сбит зенитным огнём. Оба члена экипажа погибли.
- 10 августа 1966 — A-4E «Скайхок» (номер 151065, 155-я штурмовая эскадрилья ВМС США). Упал в Тонкинский залив из-за отказа двигателя после взлёта с авианосца. Пилот погиб.
- 11 августа 1966 — F-4C «Фантом» II (сер. номер 63-7502, 497-я тактическая истребительная эскадрилья ВВС США). Подбит зенитным огнём во время ночного вылета, упал в Тонкинский залив. Оба члена экипажа спасены.
- 12 августа 1966 — RF-101C «Вуду» (сер. номер 56-0056, 20-я тактическая разведывательная эскадрилья ВВС США). Исчез в районе Намдинь по неизвестной причине. Пилот погиб.
- 12 августа 1966 — F-105D «Тандерчиф» (сер. номер 61-0156, 354-я тактическая истребительная эскадрилья ВВС США). Сбит зенитным огнём северо-западнее Йен-Бай. Пилот катапультировался и погиб при невыясненных обстоятельствах.
- 12 августа 1966 — F-105D «Тандерчиф» (сер. номер 62-4323, 333-я тактическая истребительная эскадрилья ВВС США). Сбит зенитным огнём в районе Тэйнгуен. Пилот попал в плен.
- 14 августа 1966 — F-105D «Тандерчиф» (сер. номер 59-1763, 333-я тактическая истребительная эскадрилья ВВС США). Сбит зенитным огнём севернее Тэйнгуен. Пилот погиб.
- 14 августа 1966 — F-105D «Тандерчиф» (сер. номер 62-4266, 354-я тактическая истребительная эскадрилья ВВС США). Подбит зенитным огнём в районе Тэйнгуен. Пилот попал в плен.
- 14 августа 1966 — F-105D «Тандерчиф» (сер. номер 61-0197, 469-я тактическая истребительная эскадрилья ВВС США). Сбит в районе Тэйнгуен ЗРК или зенитным огнём. Пилот катапультировался и погиб при невыясненных обстоятельствах.
- 14 августа 1966 — F-105F «Уайлд Уизл» II (сер. номер 63-8308, 354-я тактическая истребительная эскадрилья ВВС США). Потерян по неизвестной причине над провинцией Нгия-Ло. Оба члена экипажа, как считается, катапультировались и погибли при невыясненных обстоятельствах.
- 19 августа 1966 — RA-5C «Виджилент» (номер 149309, 6-я тяжёлая разведывательная эскадрилья ВМС США). Сбит зенитным огнём. Оба члена экипажа спасены.
- 19—20 августа 1966 (ночь) — RF-4C «Фантом» II (сер. номер 64-1048, 16-я тактическая разведывательная эскадрилья ВВС США). Сбит зенитным огнём. Один член экипажа погиб, другой спасён.
- 21 августа 1966 — F-105D «Тандерчиф» (сер. номер 59-1770, 354-я тактическая истребительная эскадрилья ВВС США). Подбит зенитным огнём северо-западнее Кеп, упал в Тонкинский залив. Пилот спасён.
- 25 (?) августа 1966 — A-4E «Скайхок» (номер 152084, 164-я штурмовая эскадрилья ВМС США). Упал в Тонкинский залив после взлёта с авианосца в ночных условиях. Пилот погиб.
- 27 августа 1966 — A-6A «Интрудер» (номер 151822, 65-я штурмовая эскадрилья ВМС США). Сбит зенитным огнём или ЗРК. Оба члена экипажа попали в плен.
- 27 августа 1966 — F-4C «Фантом» II (сер. номер 63-7525, 497-я тактическая истребительная эскадрилья ВВС США). Подбит зенитным огнём, упал в Тонкинский залив. Оба члена экипажа спасены.
- 29 августа 1966 — F-105D «Тандерчиф» (сер. номер 60-0523, 354-я тактическая истребительная эскадрилья ВВС США). Сбит зенитным огнём севернее Донгхой. Пилот попал в плен.
- 30 (29?) августа 1966 — F-4C «Фантом» II (сер. номер 63-7503, 497-я тактическая истребительная эскадрилья ВВС США). Сбит зенитным огнём над провинцией Куанг-Бинь. Оба члена экипажа погибли (один из них — после катапультирования).

## Общая статистика
По состоянию на 19 марта 2025 года в списке перечислены следующие потери:
| Самолёты            | #  |
| A-1                 | 1  |
| A-4                 | 12 |
| A-6                 | 1  |
| B-66                | 1  |
| F-4                 | 7  |
| F-8                 | 3  |
| F-104               | 2  |
| F-105               | 38 |
| RA-5C               | 1  |
| RC-47D              | 1  |
| RF-101C             | 3  |
| Итого: 70 самолётов |    |

Эти данные не являются полными и могут меняться по мере дополнения списка.